# Ferdinando Bassi
Ferdinando Bassi (* 1710 in Bologna, Kirchenstaat; † 1774, ebenda) war ein italienischer Botaniker. Sein offizielles botanisches Autorenkürzel lautet „Bassi“.

## Leben und Wirken
Bassi stammte aus einer Kaufmannsfamilie, wandte sich aber dem Studium der Naturgeschichte zu und war Schüler von Giuseppe Monti. Er war ab 1763 Präfekt für exotische und seltene Pflanzen des Botanischen Gartens in Bologna. Er galt als einer der bedeutendsten italienischen Botaniker seiner Zeit und stand unter anderem mit Carl von Linné in wissenschaftlichem Austausch. Neben Botanik befasste er sich auch unter anderem mit Physik, Chemie und Paläontologie.
Er besaß ein  Herbarium aus etwa 4300 Arten aus 1000 Gattungen. Es befindet sich heute an der Universität in Bologna.

## Ehrungen
Nach ihm benannt sind die Pflanzengattungen Bassia All. und Neobassia A.J.Scott aus der Familie der Fuchsschwanzgewächse (Amaranthaceae).